# إليانور نبويزو
إليانور فال نانسيبو نبويزو (بالإنجليزية: Eleanor Nabwiso)‏، هي ممثلة ومنتجة ومخرجة وشخصية تلفزيونية أوغندية. وهي معروفة بعملها في «النزل»، و«المطر»، ومسلسل «تحت الأكاذيب»، و«سرير من الشوك» كمخرجة. كما أنها تمتلك شركة إنتاج تسمى «أفلام نبويزو» والتي أنشأتها مع زوجها ماثيو نبويزو.

## خلفيتها
ولدت نبويزو في مستشفى السير ألبرت كوك مينجو لسياسي متقاعد وهو القس. كيفا سيمبانجي ووالدتها جين فرانسيس ناكاميا. نبويزو هي الثالثة من بين خمسة أطفال. والدها - الذي أسس الكنيسة المشيخية في أوغندا - كان أيضًا شخصية فعالة في خدمة أطفال الشوارع في أوغندا عام 1971 تحت راية مؤسسة إفريقيا.

## التعليم وبداية مشوارها الفني
أكملت نبويزو تعليمها الابتدائي في مدرسة ناماجونجا الابتدائية للبنات. انضمت بعد ذلك إلى مدرسة سيتا الثانوية في موكونو ثم التحقت بجامعة سيكيم مانيبال حيث تخرجت بدرجة علمية في تكنولوجيا المعلومات. بدأت رحلتها في التمثيل وإنتاج الأفلام عندما كانت مراهقة. خلال إجازتها في برنامج «الستة الكبار»، تم اختيارها لتقديم برنامج عطلة نهاية الأسبوع على دبليو بي إس تي في.

## جوائز وترشيحات
فازت بجائزة أفضل ممثلة في الدراما التلفزيونية في حفل توزيع جوائز مهرجان أوغندا السينمائي 2019، وتم ترشيحها وفازت بجائزة مهرجان آرثوس لندن السينمائي، وجائزة أفريكا فوكاس لأفضل فيلم روائي طويل، وكلاهما عن فيلم «شرير من شوك».

## الحياة الشخصية
متزوجة من ماثيو نبويسو ولديهما أربعة أطفال معًا.